# Château Duhart-Milon-Rothschild
Koordinaten: 45° 13′ 9,7″ N, 0° 47′ 5,4″ W

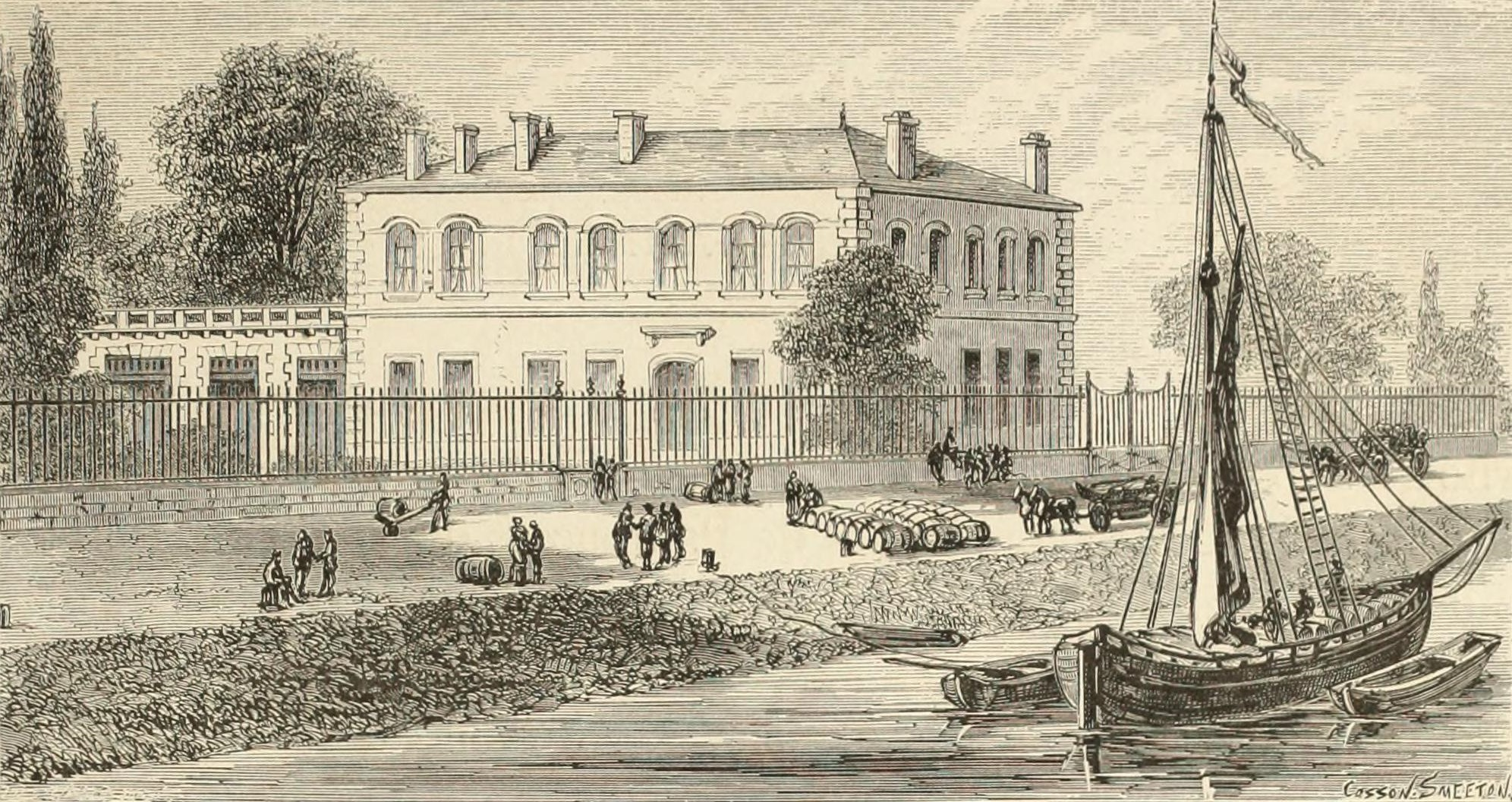
Château Duhart-Milon – Abbildung aus dem Jahr 1838.

Das Château Duhart-Milon-Rothschild ist ein Weingut von Bordeaux. Seit der Klassifikation von 1855 ist das Weingut als Quatrième Grand Cru Classé eingestuft (vierte Stufe der Klassifikation).
Das Gut liegt in Pauillac, es ist mit ca. 152 Hektar, von denen 71 Hektar mit Reben bepflanzt sind, recht groß. 69 % der Rebfläche ist mit der Rebsorte Cabernet Sauvignon, 28 % mit Merlot und 3 % mit Cabernet Franc bestockt. Das Durchschnittsalter der Reben beträgt 28 Jahre. Das Gut erzeugt in mittleren Jahren ca. 360.000 Flaschen Wein.
Die Maischegärung erfolgt in temperaturgeregelten Edelstahltanks. Der Ausbau erfolgt jahrgangsabhängig während 10–18 Monate im Barrique. Nach der Eiweißschönung wird der Wein auf die Flasche gezogen.
Duhart-Milon-Rothschild steht im Besitz desselben Rothschild-Familienzweiges, zu dem auch das benachbarte Premier-Cru-Gut Château Lafite-Rothschild gehört. Geleitet wird das Gut von Charles Chevallier, der auch den anderen Gütern der Lafite-Gruppe als technischer Leiter vorsteht. Kellermeister ist Christophe Congé; Régis Porfilet ist für die Rebflächen verantwortlich.
Der Zweitwein des Gutes heißt Moulin de Duhart.
Hervorzuheben ist der Jahrgang 2005 mit einer Weinbewertung von 94 Parker-Punkten.

## Geschichte
Château Duhart-Milon ist eines der wenigen klassifizierten Weingüter im Médoc, die über kein eigenes Gutsgebäude verfügen.
Die Ursprünge des Guts verlieren sich kurz vor der französischen Revolution. Der Namensteil Milon verweist auf einen kleinen Weiler im Nordwesten der Gemeinde Pauillac. Duhart war der Name einer Eignerfamilie.
Die heute bekannten schriftlichen Aufzeichnungen beginnen Anfang des 19. Jahrhunderts. Der Händler Guillaume Lawton, Sohn des irischen Einwanderers Abraham Lawton, berichtete im Jahr 1815 von einem Weingut namens Mandavy-Milon, dem er in seiner inoffiziellen Klassifizierung bereits den Rang eines 4. Gewächses zugestand. Es gehörte bis in die 1830er Jahre Herrn Mandavy. Nach seinem Tod wurde Mandavy-Milon aufgeteilt. Einige der Anteile gingen an Pierre Castéja, andere Anteile an Herrn Duroc. Bis 1840 gelang es Castéja jedoch, auch die Duroc-Anteile zu erwerben. Außerdem fügte er dem Gut noch 14 Hektar Fläche der Witwe Duhart hinzu.
Einer mündlichen Überlieferung zufolge sei Sieur Duhart Pirat in Diensten des Königs Ludwig XV. gewesen. Dieser Duhart verbrachte seinen Lebensabend in Pauillac. Das Wohnhaus stand bis in die 1950er Jahre und inspirierte die Gestaltung des Etiketts des Weingutes Duhart-Milon.
Im Jahr 1855 wurde zur Weltausstellung in Paris die offizielle Bordeauxklassifikation vorgenommen; der vierte Rang von Duhart-Milon wurde bestätigt. Die Familie Castéja behielt das 50 Hektar große Gut bis zum Jahr 1937, musste jedoch dem System der Erbteilung mit den daraus entstehenden Querelen Tribut zahlen und verkaufte. In den folgenden 25 Jahren wechselte Duhart-Milon fünfmal den Eigner.
Weltkrieg, Wirtschaftskrise sowie erhebliche Hagelschäden im Jahr 1956 sorgten für finanzielle Schwierigkeiten der jeweiligen Inhaber. Als die Familie Rothschild im Jahr 1962 das Gut übernahm, lag die Nutzfläche bei 110 Hektar, von denen nur noch 17 Hektar für den Weinbau genutzt wurden.
Erste Investitionen dienten den Weinbergen. Neupflanzungen, Austausch schlechter Rebstöcke durch gesundes Pflanzgut, das Anlegen einer Drainage sowie eine Neuorganisation der Rebparzellen durch Ankauf oder Tausch beschäftigten die Mitarbeiter während der ersten Jahre. Von 1973 bis 2001 stieg die Rebfläche von 42 Hektar auf 71 Hektar an.